# Lindenbergia griffithii
Lindenbergia griffithii är en snyltrotsväxtart som beskrevs av Joseph Dalton Hooker. Lindenbergia griffithii ingår i släktet Lindenbergia och familjen snyltrotsväxter. Inga underarter finns listade i Catalogue of Life.